# Фултон (Алабама)
Фултон (енгл. Fulton) град је у америчкој савезној држави Алабама. По попису становништва из 2010. у њему је живело 272 становника.

## Демографија
Према попису становништва из 2010. у граду је живело 272 становника, што је 36 (11,7%) становника мање него 2000. године.
| Група             | 2000.       | 2010.       |
| Белци             | 253 (82,1%) | 226 (83,1%) |
| Афроамериканци    | 55 (17,9%)  | 30 (11,0%)  |
| Азијати           | 0 (0,0%)    | 2 (0,7%)    |
| Хиспаноамериканци | 0 (0,0%)    | 9 (3,3%)    |
| Укупно            | 308         | 272         |